# Ilona Burgrová
Ilona Burgrová (Hradec Králové, 15 marzo 1984) è un'ex cestista ceca.

## Carriera
Con la Rep. Ceca ha disputato i Giochi olimpici di Londra 2012, due edizioni dei Campionati mondiali (2010, 2014) e quattro dei Campionati europei (2011, 2013, 2015, 2017).